# Kościół św. Wawrzyńca w Malerzowicach Wielkich
Kościół pod wezwaniem św. Wawrzyńca w Malerzowicach Wielkich – w miejscowości Malerzowice Wielkie w województwie opolskim, w powiecie nyskim, w gminie Łambinowice. Kościół filialny należący do parafii pod wezwaniem św. Katarzyny Aleksandryjskiej, w Bielicach, w Dekanacie Skoroszyce, w Diecezji Opolskiej.